# Тепе-Кермен
Тепе́-Керме́н (крымскотат. Töpe Kermen, Тёпе Кермен) — гора-останец и раннесредневековое городище в Бахчисарайском районе Крыма. Расположена в 7 км на юго-восток от Бахчисарая, и в 2 км на северо-восток от городища Кыз-Кермен. Высота 544 м. Подняться на гору проще всего с северного склона, откуда на вершину ведут 2 тропы.

## Городище
Название Тепе-Кермен имеет тюркское происхождение: в переводе с крымскотатарского оно означает «холм-крепость», «крепость на вершине» (töpe — холм, вершина, kermen — крепость). Тем же именем называют и остатки средневекового города-крепости (по другим источникам — монастыря) Тепе-Кермен, в несколько ярусов покрывающего верхнюю часть горы. Площадь пещерного города около 1 га.
Фактически городом он не являлся, а был, скорее, крепостью-замком, на территории которого население округи укрывалось от войск неприятеля, что и объясняет отсутствие источников воды.
Неукреплённое поселение, согласно имеющимся данным, возникло в V—VI веке, а строительство крепости, по ряду косвенных признаков, предположительно происходит во второй половине V — начале VI века, или конце VI — начале VII века под руководством византийской администрации Херсонеса. Существует мнение, что со второй половины VII века в городе располагалась резиденция архонта одного из климатов (архонтиария) области Дори (административный центр военно-административного округа), а к VIII—IX веку Тепе-Кермен, со своим главным храмом-базиликой, был своеобразным церковным центром округи.
Наибольшего расцвета достиг в XII—XIII веках. Высока концентрация искусственных пещер — более 230. Среди кустарника и травы видны следы фундаментов. Стены не сохранились. Гибель города по некоторым версиям привязывают к набегу золотоордынского беклярибека Ногая в 1299 году.
До сих пор не ясно из какого источника брали воду жители города. Колодцы на территории Тепе-Кермена не обнаружены, а все известные родники находятся у самого подножия горы.

### Церковь с баптистерием
В западной части Тепе-Кермена находится пещерная «Церковь с баптистерием». С. Б. Сорочан, в капитальном труде 2005 года «Византийский Херсон (вторая половина VI — первая половина X вв.)», опираясь на исследования Н. Е. Гайдуковаполагает, что, «судя по выразительным особенностям литургического устройства», церковь могла быть сооружена в VI—VII веке.
Согласно данным приведённым А. Л. Бертье-Делагардом в «Сборнике рукописей архиепископа Гавриила», местные христиане ещё в XVIII столетии называли описываемое сооружение «храмом свв. равноап. Константина и Елены».
Является объектом культурного наследия России федерального значения  Объект культурного наследия народов РФ федерального значения. Рег. № 911540368800006 (ЕГРОКН). Объект № 8232092000 (БД Викигида) и объектом культурного наследия Украины  Памятник культурного наследия Украины национального значения. Охр. № 010090.
Размеры её сравнительно велики, как для крымских пещерных храмов подобного типа. Длина составляет немного более десяти метров, ширина пять метров, но слегка варьируется из-за кривизны внутренних стен. В этом храме трапециевидной формы находилась купель, вырубленная в виде креста, в которую спускались по двум ступеням. Рядом в полу две могилы, а вдоль южной стены идет скамья.
В основной части храма в западной стене тоже была могила, над ней сделана надпись: «Выкопана могила сия по собственному моему желанию Полит…ом. Расширение (сделано) от раба Божия, благочестивейшего Мануила…». Ещё одна могила находится к югу от алтаря. Сам алтарь был отделён алтарной преградой, высеченной в скале и украшенной рельефными крестами. Здесь же сохранились три колонны с капителями (в древности их было шесть), которые опирались на алтарную преграду. В полу алтаря нетрудно рассмотреть углубление для престола. В северной стене находится ниша-жертвенник. Колонны, имеют цель разделить наос на три нефа: правый (мужской), срединный (священнослужительский) и левый (женский) что типично для византийского базиликального храмового искусства. Так как храм пещерный, то колонны имели исключительно декоративное значение — потолок поддерживать нет необходимости. Сохранился и изящный орнамент на капители.
Рядом с церковью на краю плато вырублены 9 гробниц и 5 усыпальниц.

## Галерея

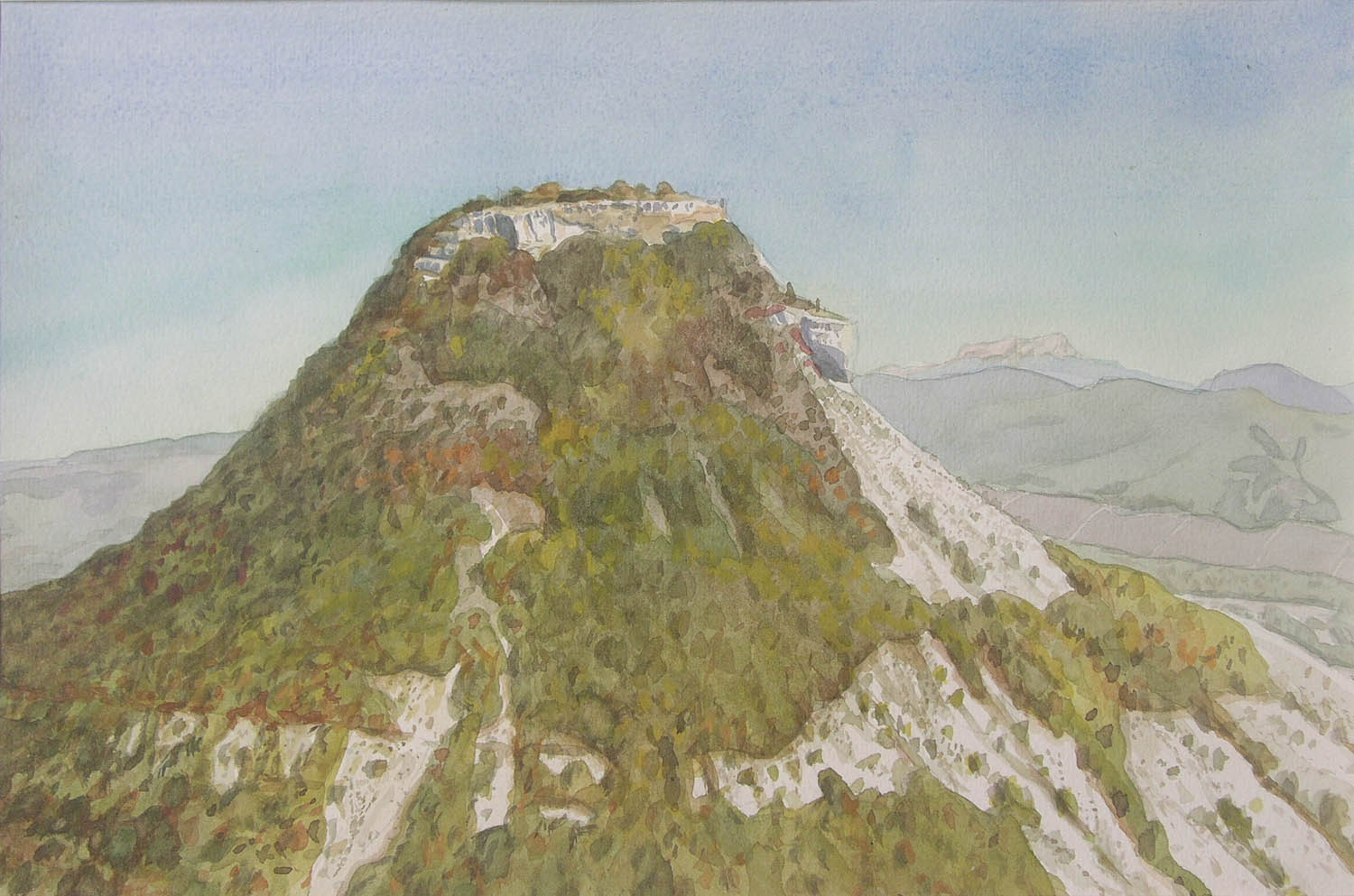
Максимильян Пресняков. Столовая гора с пещерным городом Тепе-Кермен в верхней части (2006)
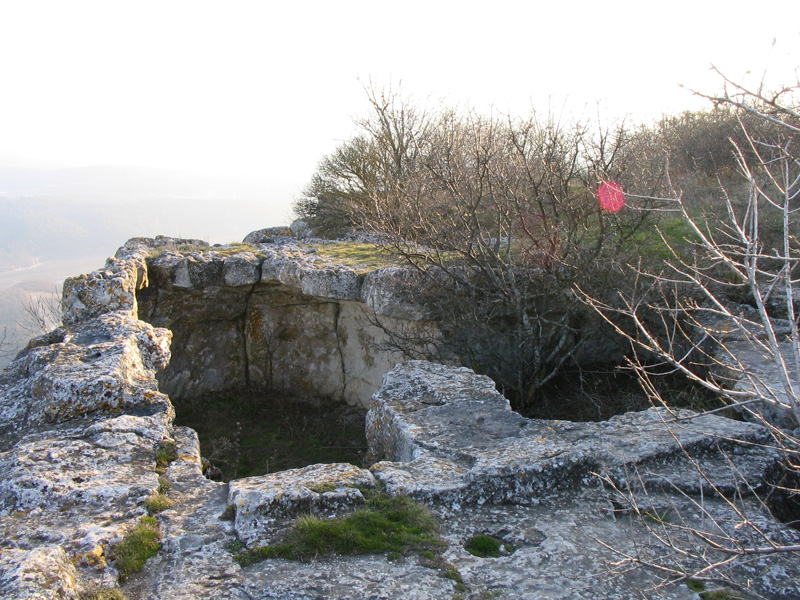
Остатки жилища
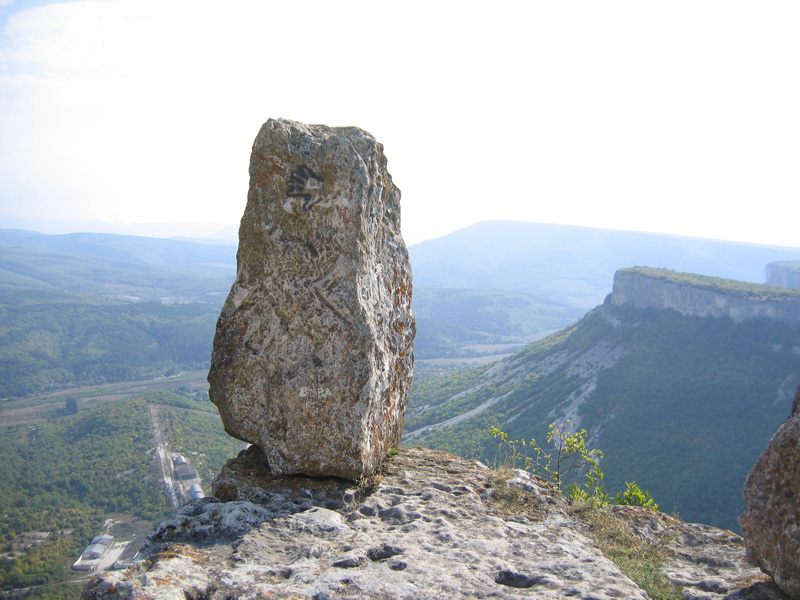
Камень в южной части
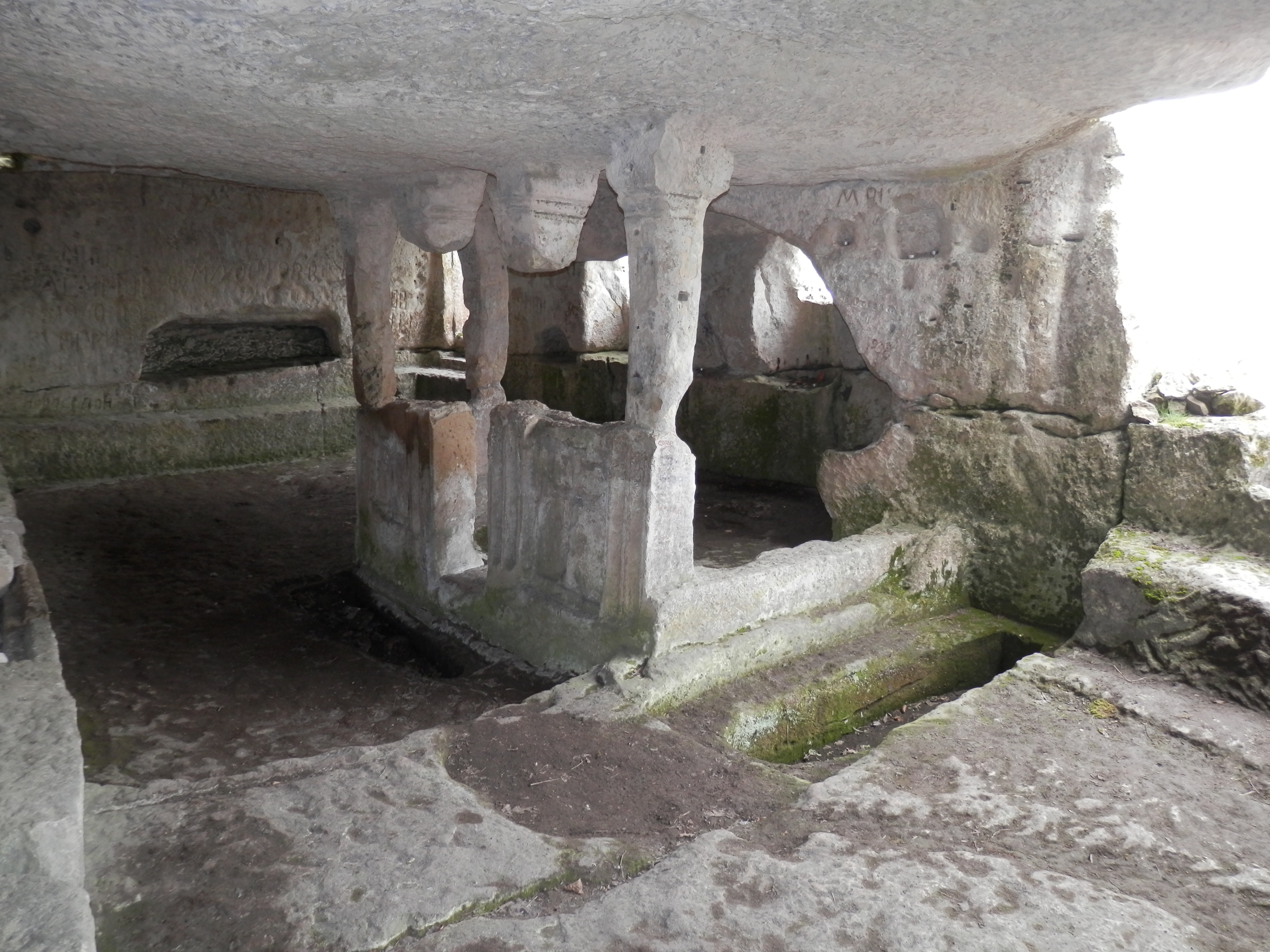
Пещерная "Церковь с баптистерием"
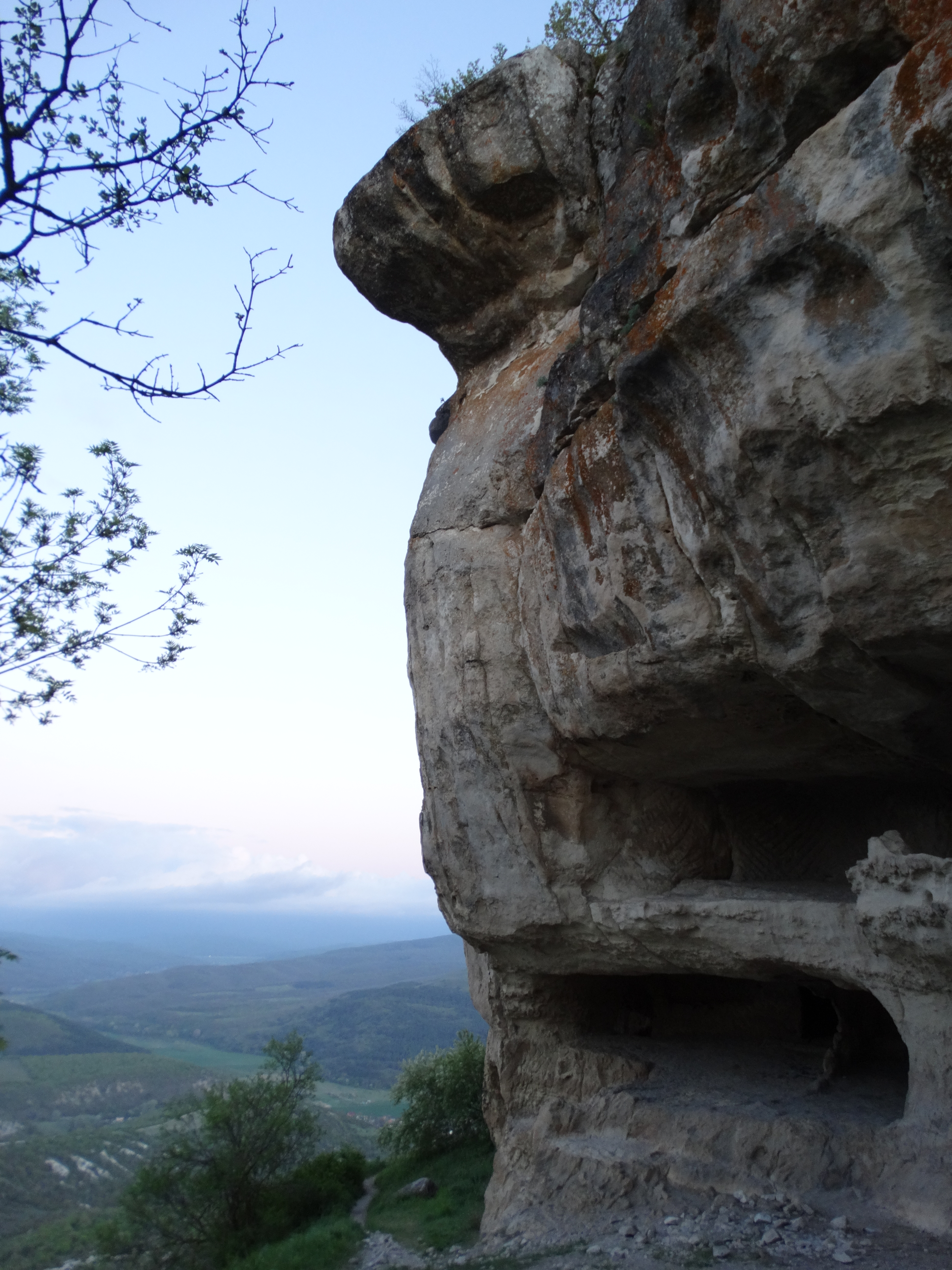
Большая угловая пещера
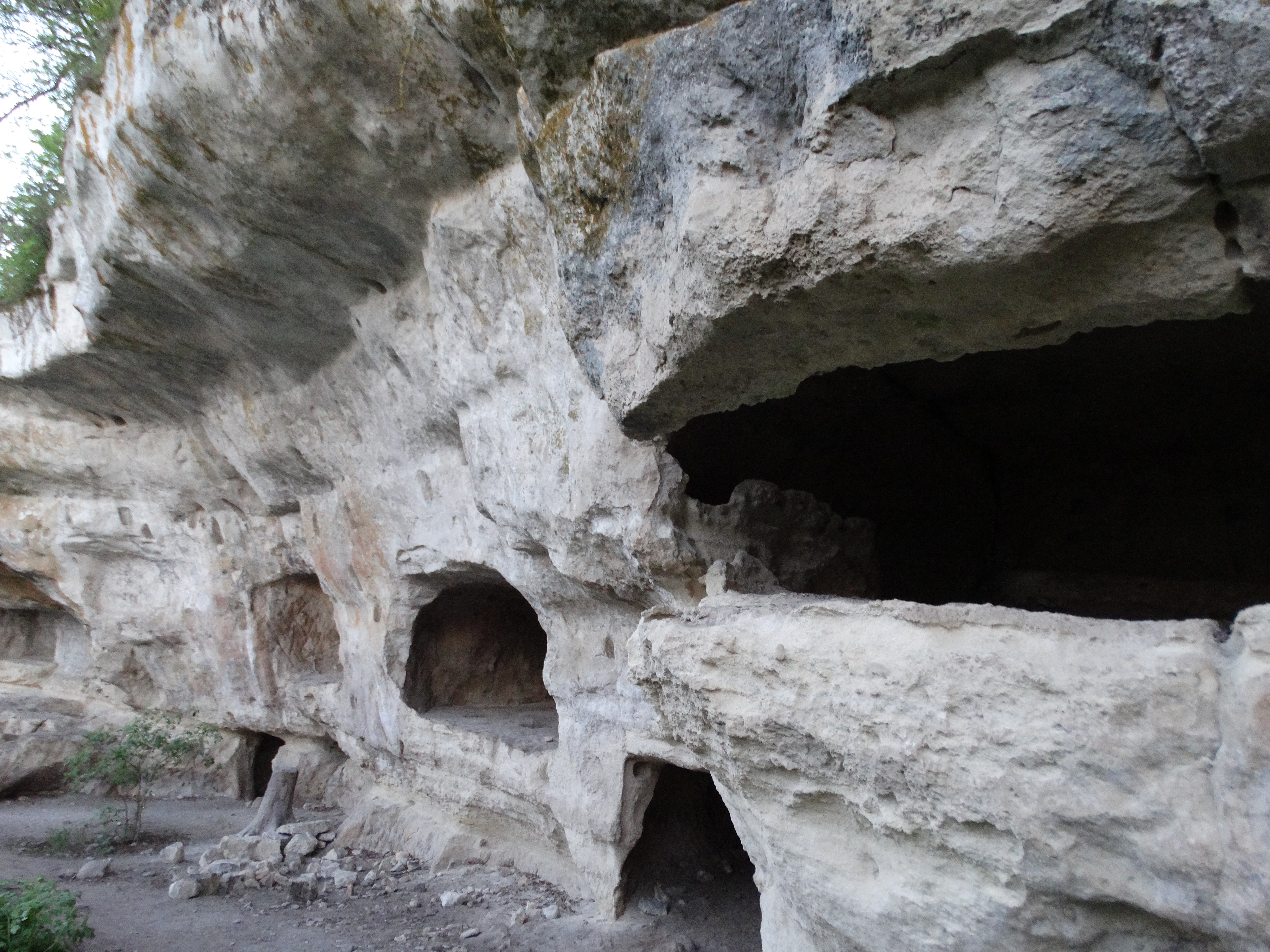
Многоярусные пещерные жилища
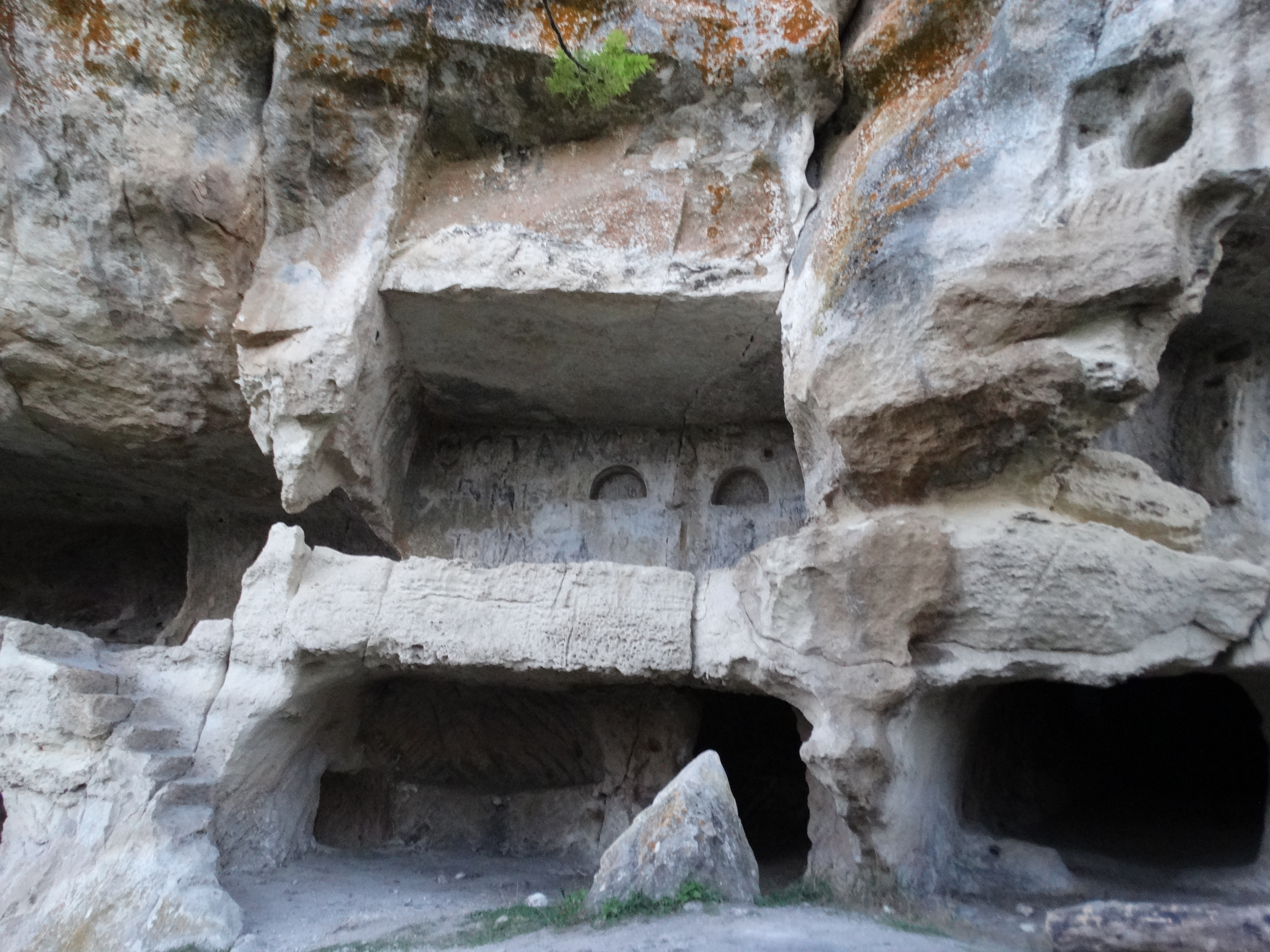
В пещерах видны ниши для различных предметов обихода
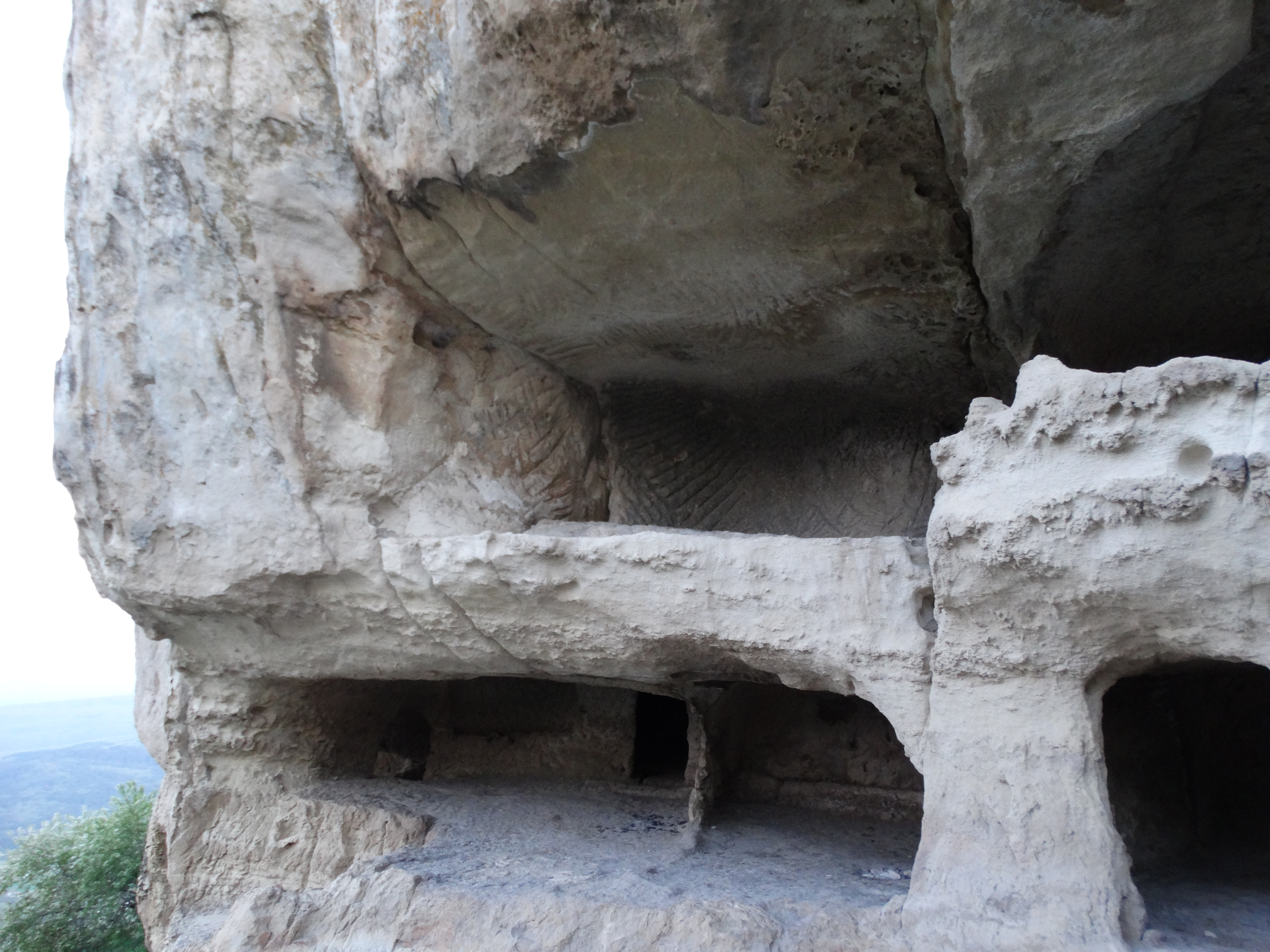
Просторные пещерные жилища